# Traitor
"Traitor" é o sétimo episódio da oitava temporada da série de televisão antológica American Horror Story. Foi ao ar em 24 de outubro de 2018 na FX. O episódio foi escrito por  Adam Penne dirigido por Jennifer Lynch.

## Enredo
Com a ajuda da rainha vodu Dinah Stevens, Cordelia organiza uma reunião com Papa Lebá em uma tentativa de impedir os planos de Langdon. Lebá revela que ele é dono da alma de Nan e concorda em ajudar a prender Langdon sob uma condição: Cordelia deve dar a ele as almas de suas garotas restantes. Cordelia se recusa e Lebá desaparece. A fim de aprender mais sobre os feiticeiros, Madison pede a ajuda da amiga de longa data de Myrtle, a atriz bruxa Bubbles McGee, que é especializada em ler os pensamentos e as "almas" dos outros. Bubbles descobre que Ariel e Baldwin sabem da morte de John Henry e descobre que eles estão planejando matar as mulheres do clã. Com a ajuda de Mallory – que passou no teste das Sete Maravilhas e todos acreditam que ela seja a próxima Suprema – e Coco, Cordelia ressuscita John Henry e aprisiona Ariel, Baldwin e Mead, que são queimados na fogueira por traição.

## Recepção
"Traitor" foi assistido por 1,85 milhões de pessoas durante a sua transmissão original e ganhou uma quota de 0,9% entre os adultos com idades entre os 18 e os 49 anos.
O episódio recebeu aaliações positivas. No agregador de revisão Rotten Tomatoes, "Traitor" detém uma taxa de aprovação de 82%, com base em 11 avaliações com uma classificação média de 6,0 / 10. O consenso crítico diz: "O formato complicado não impede 'Traitor' de ter habilmente retornando à forma exagerada com amplo sangue e um clã totalmente reunido."
Ron Hogan, do Den of Geek, deu ao episódio um 3/5, dizendo: "As escolhas estilísticas — especialmente o segmento de filmes no estilo dos anos 70 e a abertura fria com tema de vodu — funcionam muito bem. Lynch tem um ótimo olho, e ela é adepta à American Horror Story, particularmente o noticiário da ressurreição de John Henry. Ela também tem um grande controle sobre os atores envolvidos, e a escolha de ter Miriam enfrentando sua morte ardente com um sorriso alegre foi brilhante. Ela pode não ter poderes mágicos ou ser filha de Satanás, mas há algo realmente malvado nela que lhe dá o verdadeiro poder que os outros não conseguem reproduzir."